# Каменский район (Черкасская область)
Ка́менский райо́н (укр. Кам'янський район) — административно-территориальная единица, существовавшая с 1923 по 1962 и с 1966 по 2020 год.
В 1923—1925 годах район входил в состав Черкасского округа Киевской губернии Украинской ССР Советского Союза, с 1925 по 1930 год — в состав того же округа, который входил напрямую в состав Украинской ССР. С 1932 по 1939 год район входил в состав Киевской области, с 1939 по 1954 год — в состав Кировоградской области, а с 1954 по 1962 и с 1966 по 2020 год — в состав Черкасской области УССР (до 1991 г.) и независимой Украины.
Административный центр — Каменка (до 1944 г. — Каменка-Шевченковская).

## География
Каменский район располагался на юге Черкасской обшасти, южнее Черкасс и севернее Кропивницкого (Кировограда). Площадь района составляла 725 км2 (это 3,47 % от площади области). Через район протекала река Сухой Ташлык.

## История
Каменский район образован в 1923 году на территории бывшей Каменской волости Чигиринского уезда и вошёл в состав Черкасского округа Киевской губернии. В марте 1925 года в состав района были включены части расформированных Прусяжского и Телепинского районов. Летом 1925 года Киевская губерния была упразднена, а Черкасский округ вместе с входившим в его состав Каменским районом был подчинён напрямую Украинской ССР. Летом 1930 года был упразднён и сам округ, а Каменский район передан в прямое подчинение союзной республике.
В 1931 году к району была присоединена территория ликвидированного Александровского района. 27 февраля 1932 года в составе Украинской ССР была образована Киевская область, куда вошёл Каменский район. В 1935 году Александровский район был восстановлен. Тогда ж в состав Каменского района был включён Чубовский сельский совет из Чигиринского района. В 1939 году Каменский район был включён в состав новообразованной Кировоградской области
В 1944 году районный центр село Каменка-Шевченковская было переименовано в Каменку.
7 января 1954 года из части Киевской, Кировоградской, Винницкой и Полтавской областей была образована новая Черкасская область, в состав которой был передан Каменский район.
В 1956 посёлок городского типа Каменка преобразован в город районного значения.
В связи с хрущёвской реформой административно-территориального деления Каменский район был упразднён 30 декабря 1962 года, его территория была разделена между Смелянским и Чигиринским районами. Уже 8 декабря 1966 года вновь образован.
17 июля 2020 года в результате административно-территориальной реформы район вошёл в состав Черкасского района, на его территории были сформированы Каменская и Михайловская территориальные общины.

## Население
По данным на 2005 год, население Каменского района составляло 36 тыс. человек, в том числе в городских условиях проживало около 15 тыс. Всего насчитывалось 30 населённых пунктов.

## Состав района
На момент упразднения в состав района входили следующие населённые пункты:
- Каменский городской совет:
  - Каменка
- Баландинский сельский совет:
  - Баландино
- Вербовский сельский совет:
  - Вербовка
  - Калиновка
- Грушковский сельский совет:
  - Грушковка
- Жаботинский сельский совет:
  - Жаботин
  - Сокирное
  - Флярковка
- Катериновский сельский совет:
  - Катериновка
- Косарский сельский совет:
  - Косари
- Кохановский сельский совет:
  - Кохановка
- Лебедевский сельский совет:
  - Копейчана
  - Лебедевка
- Лубенский сельский совет:
  - Греково
  - Куликовка
  - Лубенцы
- Лузановский сельский совет:
  - Лузановка
- Михайловский сельский совет:
  - Лесовое
  - Михайловка
- Радивановский сельский совет:
  - Богдановское
  - Олянино
  - Радивановка
- Райгородский сельский совет:
  - Райгород
  - Яровое
- Ребедайловский сельский совет:
  - Ребедайловка
- Ревовский сельский совет:
  - Пляковка
  - Ревовка
- Телепинский сельский совет:
  - Телепино
- Тимошовский сельский совет:
  - Тимошовка
- Юрчихский сельский совет:
  - Юрчиха